# ذا ليجند أوف زيلدا: ذا ويند وايكر
ذا ليجند أوف زيلدا: ذا ويند وايكر (باليابانية: ゼルダの伝説風のタクト،زيرودا نز دينسيتسو: كازي نو تاكوتو، أسطورة زيلدا: موقظة الرياح)، هي لعبة أكشن-مغامرات وهي اللعبة العاشرة في سلسلة أسطورة زيلدا. تم تطويرها من قبل قسم تحليل والتنمية في نينتندو، وتم إطلاقها على جيم كيوب في اليابان يوم 13 ديسمبر 2002؛ وفي أمريكا الشمالية يوم 24 مارس 2003. في أوروبا يوم 2 مايو 2003؛ وفي أستراليا يوم 7 مايو 2003.
تجري أحداث اللعبة على مجموعة من الجزر في بحار واسعة تظهر لأول مرة لهذه السلسلة. وفيها يقوم بطل السلسلة لينك بالقتال ضد ملك الشر، غانوندورف، للسيطرة على مجموعة من الآثار المقدسة المعروفة باسم ترايفورس. يقضي لينك جزءا كبيرا من اللعبة وهو يبحر ويسافر بين الجزر، ويعبر السراديب والمعابد ليكتسب القوة اللازمة لهزيمة غانوندورف. كما يمضي الوقت أيضا وهو يحاول أن يجد شقيقته الصغرى، أريل.
تتبع اللعبى خطى من لعبتي أكرينا الزمن وقناع ماجورا، حيث أبقت على نظام اللعب والتحكم الأساسيين في اللعبتين. وتم التركيز على السيطرة على الرياح بهراوة تسمى موقظة الرياح، والتي تساعد في الإبحار والطوف في الهواء. أثارت اللعبة الجدل خلال تطويرها بسبب أسلوبها التظليلي وتصوير لينك بشكل أصغر سنا، وإلا أن النقاد استقبلوها بكثير من الاستحسان. أصدرت تتمة مباشرة بعنوان أسطورة زيلدا: الساعة الرملية الشبح على نينتندو DS في يونيو 2007؛ ونسخة جديدة عالية الوضوح على وي يو في عام 2013.

## وصلة خارجية
- ذا ليجند أوف زيلدا: ذا ويند وايكر على موقع IMDb (الإنجليزية)

- الموقع الرسمي